# (11100) Lai
(11100) Lai est un astéroïde de la ceinture principale.

## Description
(11100) Lai est un astéroïde de la ceinture principale. Il fut découvert le 22 mai 1995 à Bologne par l'observatoire San Vittore. Il présente une orbite caractérisée par un demi-grand axe de 2,43 UA, une excentricité de 0,17 et une inclinaison de 10,2° par rapport à l'écliptique.

## Compléments